# The Astronomical Journal
The Astronomical Journal é uma publicação científica mensal da Universidade de Chicago Press em parceria com a American Astronomical Society. Foi um dos primeiros periódicos para Astronomia do mundo. O Astronomical Journal é frequentemente abreviado como AJ nos artigos e referências bibliográficas ciêntificos. 
O AJ foi fundado em 1849 por Benjamin A. Gould; interrompeu sua publicação em 1861 retornando em 1885. Entre 1909 e 1941 o periódico foi editado em Albany, New York. Em 1941 o editor Benjamin Boss intermediou a transferência da responsabilidade pelo periódico para a American Astronomical Society.
A primeira edição eletrônica do AJ foi lançada em janeiro de 1998. A partir da edição de Julho de 2006,
o AJ começõu as publicações e-first, uma versão eletrônica do periódico liberada independentemente da cópia impressa.

## Editores
- 1849-1896 Benjamin Apthorp Gould
- 1896-1912 Seth C. Chandler
- 1909-1912 Lewis Boss
- 1912-1941 Benjamin Boss
- 1941-1966 Dirk Brouwer
- 1969-1974 Gerald Maurice Clemence
- 1984-2004 Paul W. Hodge
- 2005-current John Gallagher III